# Alan Wilfred Bishop
Alan Wilfred Bishop (Whitstable, 27 de maio de 1920 – Whitstable, 30 de junho de 1988) foi um engenheiro geotécnica britânico, pioneiro da mecânica dos solos.
Bishop frequentou o King´s College em Wimbledon e estudou no Emmanuel College da Universidade de Cambridge, obtendo o diploma em 1942. Obteve um doutorado em 1952 orientado por Alec Skempton no Imperial College London, com a tese The stability of earth dams. Foi professor do Imperial College London, onde iniciou em 1946 como Lecturer assistente de Skempton, em 1947 Lecturer, em 1957 Reader e em 1965 Professor de mecânica dos solos.
Em 1966 foi o 6.º Rankine Lecturer (The Strength of soil as engineering materials, Geotechnique, Volume 16, 1966, p. 91-130).